# Campeonato Mundial de Atletismo en Pista Cubierta de 2010
El XIII Campeonato Mundial de Atletismo en Pista Cubierta se celebró en Doha (Catar) entre el 12 y el 14 de marzo de 2010 bajo la organización de la Asociación Internacional de Federaciones de Atletismo (IAAF) y la Federación Catarí de Atletismo.
Las competiciones se realizaron en el pabellón Aspire Dome de la capital catarí. 

## Medallistas

### Masculino
| Evento                    | Oro                                                                             | Plata                                                                                       | Bronce                                                                           |
| ------------------------- | ------------------------------------------------------------------------------- | ------------------------------------------------------------------------------------------- | -------------------------------------------------------------------------------- |
| 60 m (13.03)              | Dwain Chambers Reino Unido 6,48 s                                               | Michael Rodgers Estados Unidos 6,53 s                                                       | Daniel Bailey Antigua y Barbuda 6,57 s                                           |
| 400 m (13.03)             | Chris Brown Bahamas 45,96                                                       | William Collazo · Cuba · 46,31                                                              | Jamaal Torrance Estados Unidos 46,43                                             |
| 800 m (14.03)             | Abubaker Kaki Sudán 1:46,23                                                     | Boaz Kiplagat Lalang Kenia 1:46,39                                                          | Adam Kszczot · Polonia · 1:46,69                                                 |
| 1500 m (13.03)            | Deresse Mekonnen Etiopía 3:41,86                                                | Abdalaati Iguider Marruecos 3:41,96                                                         | Haron Keitany Kenia 3:42,32                                                      |
| 3000 m (14.03)            | Bernard Lagat Estados Unidos 7:37,97                                            | Sergio Sánchez · España · 7:39,55                                                           | Sammy Alex Mutahi Kenia 7:39,90                                                  |
| 60 m vallas (14.03)       | Dayron Robles · Cuba · 7,34                                                     | Terrence Trammell Estados Unidos 7,36                                                       | David Oliver Estados Unidos 7,44                                                 |
| Salto de altura (14.03)   | Ivan Ujov · Rusia · 2,36 m                                                      | Yaroslav Rybakov · Rusia · 2,31 m                                                           | Dusty Jonas Estados Unidos 2,31 m                                                |
| Salto con pértiga (13.03) | Steven Hooker Australia 6,01                                                    | Malte Mohr · Alemania · 5,70                                                                | Alexander Straub · Alemania · 5,65                                               |
| Salto de longitud (13.03) | Fabrice Lapierre Australia 8,17                                                 | Godfrey Khotso Mokoena Sudáfrica 8,08                                                       | Mitchell Watt Australia 8,05                                                     |
| Triple salto (14.03)      | Teddy Tamgho Francia 17,90 (RM)                                                 | Yoandris Betanzos · Cuba · 17,69                                                            | Arnie David Girat · Cuba · 17,36                                                 |
| Peso (13.03)              | Christian Cantwell Estados Unidos 21,83                                         | Ralf Bartels · Alemania · 21,44                                                             | Dylan Armstrong · Canadá · 21,39                                                 |
| 4 × 400 m (14.03)         | Estados Unidos Jamaal Torrance Greg Nixon Tavaris Tate Bershawn Jackson 3:03,40 | Bélgica · Cedric van Branteghem · Kévin Borlée · Antoine Gillet · Jonathan Borlée · 3:06,94 | Reino Unido Conrad Williams Nigel Levine Christopher Clarke Richard Buck 3:07,52 |
| Heptatlón (13.03)         | Bryan Clay Estados Unidos 6.204 pts.                                            | Trey Hardee Estados Unidos 6.184 pts.                                                       | Alexei Drozdov · Rusia · 6.141 pts.                                              |

1. ↑  Descalificación por dopaje del medallista de plata, el bielorruso Andrei Mijnevich.[1]

### Femenino
| Evento                    | Oro                                                                              | Plata                                                                                    | Bronce                                                                                              |
| ------------------------- | -------------------------------------------------------------------------------- | ---------------------------------------------------------------------------------------- | --------------------------------------------------------------------------------------------------- |
| 60 m (14.03)              | Veronica Campbell-Brown Jamaica 7,00 s                                           | Carmelita Jeter Estados Unidos 7,05 s                                                    | Ruddy Zang Milama Gabón Sheri-Ann Brooks Jamaica 7,14 s                                             |
| 400 m (13.03)             | Debbie Dunn Estados Unidos 51,04                                                 | Tatiana Firova · Rusia · 51,13                                                           | Vania Stambolova Bulgaria 51,20                                                                     |
| 800 m (14.03)             | Maria Savinova · Rusia · 1:58,27                                                 | Jennifer Meadows Reino Unido 1:58,43                                                     | Alysia Johnson Estados Unidos 1:59,60                                                               |
| 1500 m (14.03)            | Kalkidan Gezahegne Etiopía 4:08,14                                               | Natalia Rodríguez · España · 4:08,30                                                     | Gelete Burka Etiopía 4:08,39                                                                        |
| 3000 m (13.03)            | Meseret Defar Etiopía 8:51,17                                                    | Vivian Cheruiyot Kenia 8:51,85                                                           | Sentayehu Ejigu Etiopía 8:52,08                                                                     |
| 60 m vallas (13.03)       | LoLo Jones Estados Unidos 7,72                                                   | Perdita Felicien · Canadá · 7,86                                                         | Priscilla Lopes-Schliep · Canadá · 7,87                                                             |
| Salto de altura (13.03)   | Blanka Vlašić · Croacia · 2,00 m                                                 | Ruth Beitia · España · 1,98 m                                                            | Chaunte Howard Lowe Estados Unidos 1,98 m                                                           |
| Salto con pértiga (14.03) | Fabiana Murer · Brasil · 4,80                                                    | Svetlana Feofanova · Rusia · 4,80                                                        | Anna Rogowska · Polonia · 4,70                                                                      |
| Salto de longitud (14.03) | Brittney Reese Estados Unidos 6,70                                               | Naide Gomes Portugal 6,67                                                                | Keila Costa · Brasil · 6,63                                                                         |
| Triple salto (13.03)      | Olga Rypakova · Kazajistán · 15,14                                               | Yargelis Savigne · Cuba · 14,86                                                          | Anna Piatyj · Rusia · 14,64                                                                         |
| Peso (14.03)              | Valerie Vili Nueva Zelanda 20,49                                                 | Anna Avdeyeva · Rusia · 19,47                                                            | Nadine Kleinert · Alemania · 19,34                                                                  |
| 4 × 400 m (14.03)         | Estados Unidos Debbie Dunn Deedee Trotter Natasha Hastings Allyson Felix 3:27,34 | Rusia · Svetlana Pospelova · Natalia Nazarova · Xenia Vdovina · Tatiana Firova · 3:27,44 | República Checa · Denisa Rosolová · Jitka Bartoníčková · Zuzana Bergrová · Zuzana Hejnová · 3:30,05 |
| Pentatlón (13.03)         | Jessica Ennis Reino Unido 4.937 pts.                                             | Natalia Dobrynska · Ucrania · 4.851 pts.                                                 | Hyleas Fountain Estados Unidos 4.753 pts.                                                           |

1. ↑  Descalificación por dopaje de la medallista de plata, la virgenense LaVerne Jones-Ferrette.[1]
2. ↑  Descalificación por dopaje de las medallista de oro y bronce, las bielorrusas Nadzeya Ostapchuk y Natalia Mijnevich, respectivamente.[1]
3. ↑  Descalificación por dopaje de la medallista de bronce, la rusa Tatiana Chernova.[1]

## Medallero
| Núm. | País              | Oro | Plata | Bronce | Total |
| ---- | ----------------- | --- | ----- | ------ | ----- |
| 1    | Estados Unidos    | 8   | 4     | 6      | 18    |
| 2    | Etiopía           | 3   | 0     | 2      | 5     |
| 3    | Rusia             | 2   | 5     | 2      | 9     |
| 4    | Reino Unido       | 2   | 1     | 1      | 4     |
| 5    | Australia         | 2   | 0     | 1      | 3     |
| 6    | Cuba              | 1   | 3     | 1      | 5     |
| 7    | Brasil            | 1   | 0     | 1      | 2     |
| 7    | Jamaica           | 1   | 0     | 1      | 2     |
| 9    | Bahamas           | 1   | 0     | 0      | 1     |
| 9    | Croacia           | 1   | 0     | 0      | 1     |
| 9    | Francia           | 1   | 0     | 0      | 1     |
| 9    | Kazajistán        | 1   | 0     | 0      | 1     |
| 9    | Nueva Zelanda     | 1   | 0     | 0      | 1     |
| 9    | Sudán             | 1   | 0     | 0      | 1     |
| 15   | España            | 0   | 3     | 0      | 3     |
| 16   | Alemania          | 0   | 2     | 2      | 4     |
| 16   | Kenia             | 0   | 2     | 2      | 4     |
| 18   | Canadá            | 0   | 1     | 2      | 3     |
| 19   | Bélgica           | 0   | 1     | 0      | 1     |
| 19   | Marruecos         | 0   | 1     | 0      | 1     |
| 19   | Portugal          | 0   | 1     | 0      | 1     |
| 19   | Sudáfrica         | 0   | 1     | 0      | 1     |
| 19   | Ucrania           | 0   | 1     | 0      | 1     |
| 24   | Polonia           | 0   | 0     | 2      | 2     |
| 25   | Antigua y Barbuda | 0   | 0     | 1      | 1     |
| 25   | Bulgaria          | 0   | 0     | 1      | 1     |
| 25   | Gabón             | 0   | 0     | 1      | 1     |
| 25   | República Checa   | 0   | 0     | 1      | 1     |
|      | TOTAL             | 26  | 26    | 27     | 79    |